# Musik sein
Musik sein is een nummer van de Duitse zanger Wincent Weiss uit 2016. Het is de eerste single van zijn debuutalbum Irgendwas gegen die Stille.
Het nummer werd een hit in het Duitse taalgebied. Hoewel het in Duitsland een bescheiden 27e positie behaalde, werd het daar wel een grote radiohit. In Oostenrijk en Zwitserland was het nummer goed voor een top 10-notering in de hitlijsten.